# Zhu Yiaqing
Zhu Yiaqing (* 10. Oktober 1985) ist eine ehemalige chinesische Leichtathletin, die sich auf den Sprint spezialisiert hat. 2004 wurde sie Hallenasienmeisterin im 60-Meter-Lauf.

## Sportliche Laufbahn
Zhu Yiaqing nahm nur an einer internationalen Meisterschaft, den Hallenasienmeisterschaften 2004 in Teheran teil und siegte dort in 7,41 s im 60-Meter-Lauf.

## Persönliche Bestzeiten
- 100 Meter: 12,18 s (−0,7 m/s), 18. Mai 2007 in Zhaoqing
  - 60 Meter (Halle): 7,41 s, 6. Februar 2004 in Teheran